# Gisborne District
Gisborne (Māori: Te Tai Rāwhiti) är ett distrikt i Nya Zeeland som ligger på nordöstra Nordön. Distriktet är administrativt även en region och styrs från distriktshuvudstaden Gisborne. Regionen gränsar till Bay of Plenty i väst och Hawke's Bay i syd. Folkmängden uppgick till 47 517 invånare vid folkräkningen 2018. Den enda staden är Gisborne, andra tätorter i regionen är Manutuke, Patutahi, Ruatoria, Te Karaka, Tokumaru Bay och Tolaga Bay.

## Geografi
Gisborne ligger i det nordöstra hörnet av Nordön, den totala arean är 8 351 kvadratkilometer. Områdets västra gräns utgörs av bergskedjan Raukumara. I söder ligger Hawke's Bay och den norra och östra gränsen utgörs av Stilla havet.
Regionen ligger på ett stort stigande veck som reste sig ur havet för miljontals år sedan, krönet på detta är bergskedjan Raukumara. Stora delar av Gisborne består av brant bergsbygd, kuperad mark och dalar med bördiga slätter och terrasser.
I Gisborne ligger Raukumara State Forest Park som etablerades 1979, där finns bergen Mount Whanokao och Mount Hikurangi, tre floder flyter västerut genom parken och ut i Bay of Plenty, Motu, Raukokore och Haparapara. Staden Gisborne ligger där floderna Taruheru och Waimata möts och bildar Nya Zeelands kortaste flod, den 1200 meter långa Turanganui.

## Ekonomi
Andelen av BNP för regionen Gisborne var 0,7% av Nya Zeelands totala BNP och summan beräknas till cirka 1,6 miljarder dollar, siffran för regionen har ökat med 15,7% mellan 2009 och 2014. BNP per capita är 34 602 dollar, vilket är lägst i landet.
De fem största industrierna sett till antal anställda är:
- jordbruk, skogsbruk och fiske (22,4%)
- hälso- och sjukvård, samt socialtjänst (12,2%)
- utbildning (9,8%)
- tillverkningsindustri (9,7%)
- detaljhandel (8,5%)

Procenttalen anger andel av det totala antalet anställda.

## Demografi
| Befolkningsutvecklingen i Gisborne 1991–2018 | Befolkningsutvecklingen i Gisborne 1991–2018 | Befolkningsutvecklingen i Gisborne 1991–2018 | Befolkningsutvecklingen i Gisborne 1991–2018 | Befolkningsutvecklingen i Gisborne 1991–2018 |
| -------------------------------------------- | -------------------------------------------- | -------------------------------------------- | -------------------------------------------- | -------------------------------------------- |
|                                              |                                              |                                              |                                              |                                              |
| År                                           |                                              |                                              | Folkmängd                                    |                                              |
| 1991                                         | 1991                                         |                                              | 44 265                                       |                                              |
| 1996                                         | 1996                                         |                                              | 45 786                                       |                                              |
| 2001                                         | 2001                                         |                                              | 43 974                                       |                                              |
| 2006                                         | 2006                                         |                                              | 44 460                                       |                                              |
| 2013                                         | 2013                                         |                                              | 43 656                                       |                                              |
| 2018                                         | 2018                                         |                                              | 47 517                                       |                                              |
|                                              |                                              |                                              |                                              |                                              |